# Annie Messina
Annie Messina (1910 – Roma, 1996) è stata una scrittrice italiana.

## Biografia
Era figlia di Salvatore Messina, console italiano ad Alessandria d'Egitto (dove visse 20 anni) nonché nipote di Maria Messina.
Con Il mirto e la rosa, pubblicato con pseudonimo arabo, Gamîla Ghâli, ebbe un successo inedito nel 1982 (Sellerio editore), raccontando un amore assoluto e totale tra un uomo e un ragazzo.
Sellerio ha anche pubblicato La principessa e il Wâlî (1996) e Il banchetto dell'emiro (1997).